# Grappe
Pour la signification informatique du mot "grappe", voir Grappe (informatique).
Pour la signification textile du mot "grappe", voir Grappe (textile).
Pour les autres homonymes, voir Grappe (homonymie).
En botanique, la grappe (de l'ancien français crape, « agrafe », du vieux-francique : *krappa, « crochet »), appelée aussi racème (du latin : racemus, « raisin »), est une inflorescence simple, c'est-à-dire un ensemble de fleurs disposées selon un certain ordre sur un axe commun. Les fleurs sont pédicellées et les pédicelles s'insèrent en des points différents de l'axe. Tous les pédicelles ont plus ou moins la même taille, les fleurs sont donc réparties (échelonnées) le long de l'axe.
C'est une inflorescence indéfinie, dans laquelle l'axe principal se termine par un bourgeon végétatif (non floral), à croissance potentiellement indéfinie, et des bourgeons floraux latéraux, dont le développement est proportionnel à leur âge, les fleurs étant portées par des pédoncules latéraux simples. La floraison commence par les fleurs de la base et se poursuit vers le sommet (ordre acropète), donnant à la grappe la forme caractéristique d'une pyramide. De ce fait, il est fréquent de trouver sur une même grappe, comme sur beaucoup d'inflorescences, tous les stades d'évolution de la fleur, des boutons en formation au sommet, des fleurs épanouies au milieu et des fruits déjà mûrs à la base.
La disposition des fleurs sur la tige suit les règles de la phyllotaxie, les angles de divergence étant les mêmes que ceux rencontrés pour la disposition des feuilles et des rameaux secondaires. Cette disposition est, dans le cas général, multilatérale. On peut rencontrer des grappes unilatérales (le muguet de mai), ou bilatérales (Genre Lathyrus, les gesses).
Le racème est érigé, dressé, alors que la grappe est pendante. Toutefois, certains botanistes utilisent ces deux termes comme des synonymes absolus et peuvent donc parler de grappe pour une structure dressée ou de racème pour une structure pendante.
Dans le langage courant, la grappe évoque plutôt un fruit composé de petites baies, et en tout premier lieu celui de la vigne, le raisin. En réalité, d'un point de vue botanique, l'inflorescence de la vigne est un thyrse, c'est-à-dire une grappe de cymes (donc une inflorescence composée). La grappe de raisins dépourvue de ses grains s'appelle la rafle.
Exemple d'inflorescences en grappe : les glycines, le robinier.
La grappe peut se trouver dans des inflorescences composées, dont la panicule, qui est une grappe de grappes.

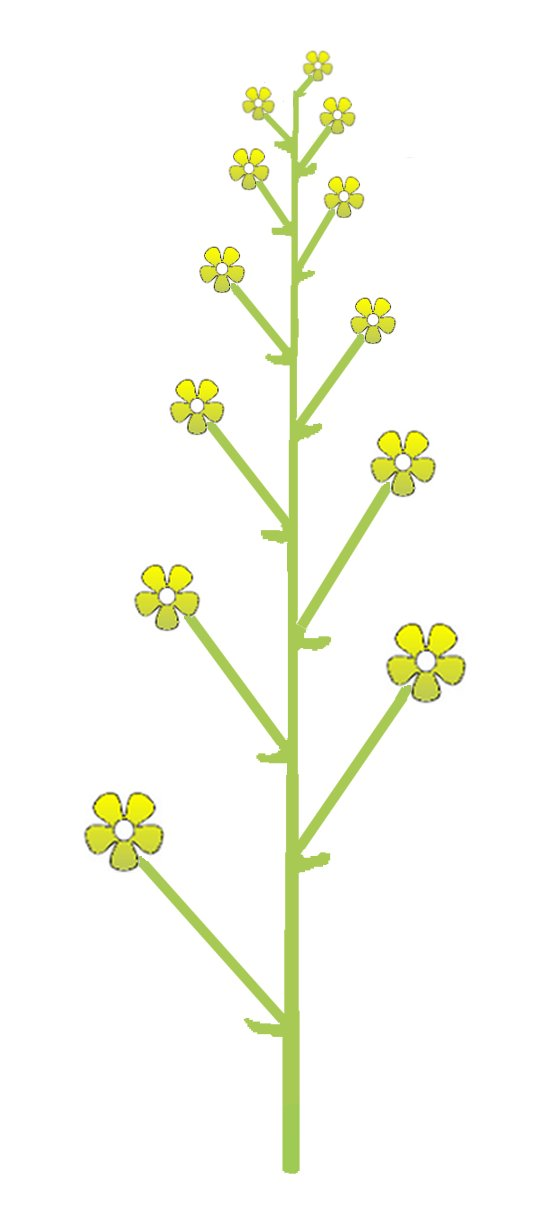
Schéma de la grappe.
(Geranium molle) Racème de cymes unipares hélicoïdes.
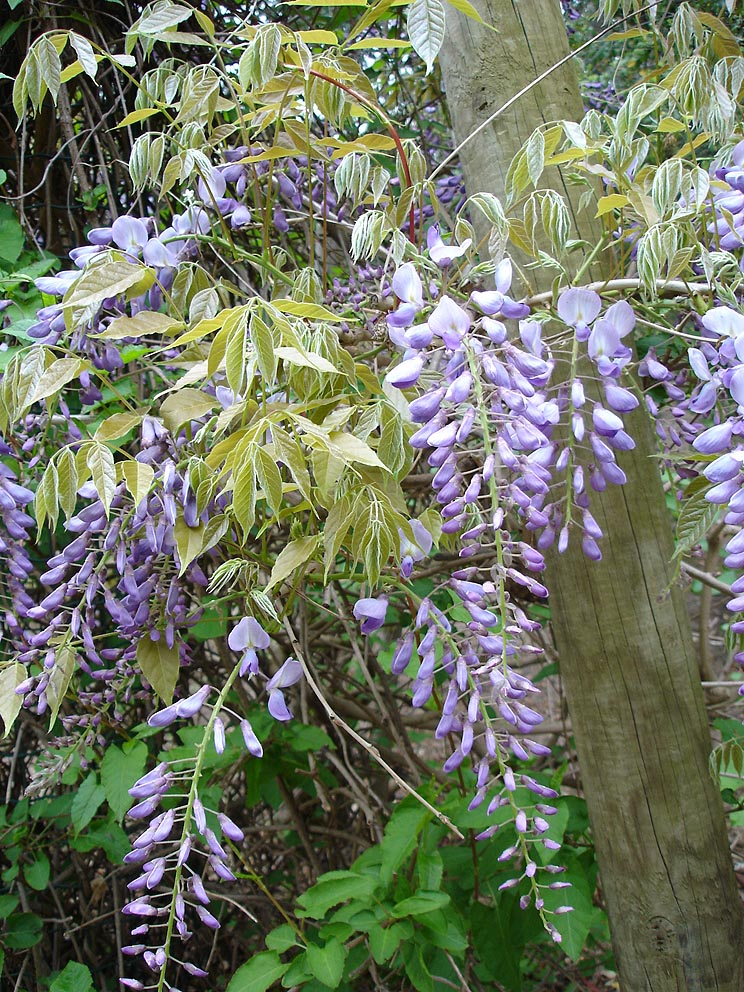
Grappes pendantes de fleurs de glycine.